# Магда Іван Іванович
Магда Іван Іванович - доцент, член Всеукраїнського об'єднання «Громада»; народний депутат України 13 скликання.

## Біографія
Народився 27 листопада 1934 року в селі Білики (Кобеляцький район, Полтавська область). Українець. Батько Іван Дмитрович (1906–1986) — колгоспник, бухгалтер, головний бухгалтер МТС; мати Параска Яківна (1902–1984) — колгоспниця, домогосподарка; дружина Валентина Сергіївна (1941) — інженер-електрик; син Олексій (1961) — інженер-електрик; дочка Катерина (1966) — дитячій лікар.
Освіта: Харківський політехнічний інститут, електротехнічний факультет (1952–1958), інженер-електрик.
03.1998 — канд. в нар. деп. України, виб. окр. № 37, Дніпропетровська область. З'явилось 75,2%, за 11,4%, 3 місце з 13 претендентів. На час виборів: нар. деп. України, член Всеукраїнського об'єднання «Громада».
Народний депутат України 2-го скликання з 07.1994 (1-й тур) до 04.1998, Апостолівський виб. окр. № 98, Дніпропетровська область, висунутий трудовим колективом. Член Комітету з питань фінансів і банк. діяльності. член депутатської групи «Відродження та розвиток агропромислового комплексу України» (до цього — член депутатської групи «Єдність»).
- 1958 — інженер електролабораторії Запорізького трансформаторного заводу.
- 1958–1964 — інженер, старший інженер, заступник начальника електролабораторії Придніпровської ДРЕС, місто Дніпропетровськ.
- 1964–1976 — старший виконроб, заступник начальника, начальник електричного цеху, директор Криворізької ДРЕС, місто Зеленодольськ.
- З 1976 — генеральний директор ВЕО «Дніпроенерго», місто Запоріжжя.
- 1986-квітень 1995 — заступник Міністра енергетики і електрифікації.

Учасник ліквідації наслідків аварії на ЧАЕС.
Заслужений енергетик України (1984). Лауреат Державної премії України (1988).
Автор 3 книг і близько 60 статей в галузі будівництва та експлуатації електростанцій і мереж, організації економіки електроенергетики; 24 винаходи.
Ордени Леніна (1985), Жовтневої Революції (1973), Трудового Червоного Прапора (1978). Медалі. Орден «За заслуги» III ступеня (12.2001).
Майстер спорту з класичної боротьби (1956).
Захоплення: теніс, полювання.

## Джерело
- Магда Іван Іванович [Архівовано 4 березня 2016 у Wayback Machine.]